# Філіп'єва Олена Валеріївна
Олена Валеріївна Філіп'єва (нар. 23 травня 1970, Дніпрорудне, Василівського району Запорізької області) — прима-балерина Національної опери України ім. Т. Шевченка, Народна артистка України.
З вересня 2020 р. - 12 вересня 2022 р. — художній керівник балетної трупи Національної опери.

## Життєпис
Олена Філіп'єва народилася 23 травня 1970 року у м. Дніпрорудному Запорізької області. Батьки-спортсмени спочатку віддали Олену на заняття спортивною гімнастикою, потім вона стала займатися народними танцями в місцевому гуртку. 
У 1980 році вступила до Київського хореографічного училища, учениця заслуженої артистки УРСР Альвіни Кальченко. Під час навчання жила в інтернаті, що, як зізнається Філіп'єва, загартувало її характер. За словами професора, радіоведучого і постійного глядача Національної Опери Сергія Рикова, ще на першому курсі училища викладачі зрозуміли, що Філіп'єва стане примою.

## Кар'єра
Солістка балету Національної опери України ім. Тараса Шевченка з 1988 року. У ході розподілу після завершення хореографічного училища Філіп'єва мала їхати до Харкова, однак педагоги наполягли на тому, щоб вона не погоджувалася на це. Її залишенню в Києві посприяв сам тодішній Київський театр опери та балету. 
У кордебалеті танцювала лише двічі, оскільки дуже вибивалася з загальної лінії завдяки високій майстерності. Першою сольною партією в театрі стала головна роль в балеті «Жизель», яку балерина виконала за три дні після випускного іспиту з училища (на іспиті вона танцювала па-де-де з цієї партії). Саме роль Жизелі Філіп'єва називає знаковою і доленосною у своєму житті. 
У 1993, у 23 роки, стала наймолодшою народною артисткою незалежної України. За словами балерини, для неї це стало не лише нагородою, але й викликом:
«Я повинна була доводити, що заслужила ці нагороди. Звання заслуженої було несподіванкою, а народної й поготів. Розуміла, що не маю права розслаблятися. Є такі артистки, які вважають, що коли дали звання народної, то вже можна особливо не напружуючись спочивати на лаврах. У мене було навпаки. У кожній виставі доводила, що я гідна і мала рухатись лише сходами вгору».
У 1994 році виграла золоту медаль Міжнародного конкурсу артистів балету «Майя», після чого на запрошення Майї Плісецької неодноразово виступала на гастролях з трупою Гедімінаса Таранди «Імперський балет». Репетирувала з Плісецькою партії в балетах «Жизель» і «Кармен-сюїта».
Під час однієї з репетицій Плісецька подарувала Філіп'євій свій діамантовий перстень, який вона вважає своїм талісманом. Сама Філіп'єва зазначає, що для неї важливий не так перстень, як спілкування з Пліецькою і те, що вона сприяла участі Філіп'євої у постановках за кордоном поряд зі світовими зірками балету.

### На посаді керівника балетної трупи
Поступово Філіп'єва почала бути і педагогом-репетитором. У вересні 2020 року очолила балетну трупу Національної Опери. При цьому не полишила сценічного життя, оскільки, за її словами, дуже важко раптово кинути танцювати.
Першими кроками на посаді очільниці балетної трупи стало поповнення команди молодими виконавцями, підняття постановок, які рідко йшли до того. Філіп'єва збереже тенденцію, коли деякі вистави, наприклад, «Лебедине озеро», на сцені Національної Опери йдуть у двох сценічних редакціях - постановках Валерія Ковтуна та Анатолія Шекери. Філіп'єва вважає, що необхідно посилити акцент на українській класиці, зокрема частіше ставити балети «Лісова пісня» та «Лілея».

## Особисте життя
Була у шлюбі з артистом балету. У 2003 році Філіп'єва народила доньку Лізу, яку виховувала сама. 
У червні 2013 року одружилася з артистом балету Віталієм Нетруненком. Балерина говорить, що чоловік спонукав її до продовження сценічного життя.

## Партії
- Одетта-Оділія, Аврора, Клара («Лебедине озеро», «Спляча красуня», «Лускунчик» П. Чайковського),
- Кітрі, Нікім, Гамзатті («Дон Кіхот», «Баядерка» Л. Мінкуса),
- Жизель, Сильфіда в однойменних балетах А. Адана та Х. Левенсхольда,
- Медора («Корсар» А. Адана)
- Джульєтта, Попелюшка («Ромео і Джульєтта», «Попелюшка» С. Прокоф'єва),

- Зобеїда («Шехеразада» М. Римського-Корсакова),
- Егіна («Спартак» А. Хачатуряна),
- Мехмене-бану («Легенда про любов» А. Мелікова),
- Мавка, Килина («Лісова пісня» М. Скорульського),
- Кармен («Кармен-сюїта» Ж. Бізе — Р. Щедріна),
- Дівчина («Фантастична симфонія» Г. Берліоза),| Зовнішні відеофайли | Зовнішні відеофайли                         |
| ------------------- | ------------------------------------------- |
|                     | Олена Філіп'єва, добірка найкращих виступів |
- Оксана, Зореслава («Ніч перед Різдвом», «Володар Борисфену» Є. Станковича)
- Маргарита («Майстер і Маргарита»)
- Сюзанна («Весілля Фігаро» В.-А. Моцарта)
- Ліза («Марна пересторога» Ф. Герольда) та ін.

Партнерами балерини по сцені були Ніколай Цискарідзе, Фарух Рузіматов, Олександр Вєтров, Олексій Фадєїчев, Патрік Дюпон, Денис Матвієнко та інші відомі танцівники.  
Гастролювала у Японії, Канаді, США, Мексиці, Бразилії, Німеччині, Франції, Італії, Іспанії, Швейцарії, Норвегії та ін.

## Нагороди
Лавреатка Міжнародних конкурсів артистів балету — у Москві (1989, III премія), Санкт-Петербурзі (конкурс «Майя», 1994, золота медаль), Японії (Нагоя, 1996, срібна медаль; Токіо, 1999, срібна медаль). 
Державні  
Нагороджена орденом княгині Ольги ІІІ, ІІ та І ступеня, орденом князя Ярослава Мудрого V ступеня, а також Міжнародним орденом Святого Станіслава.